# Olvi Oy

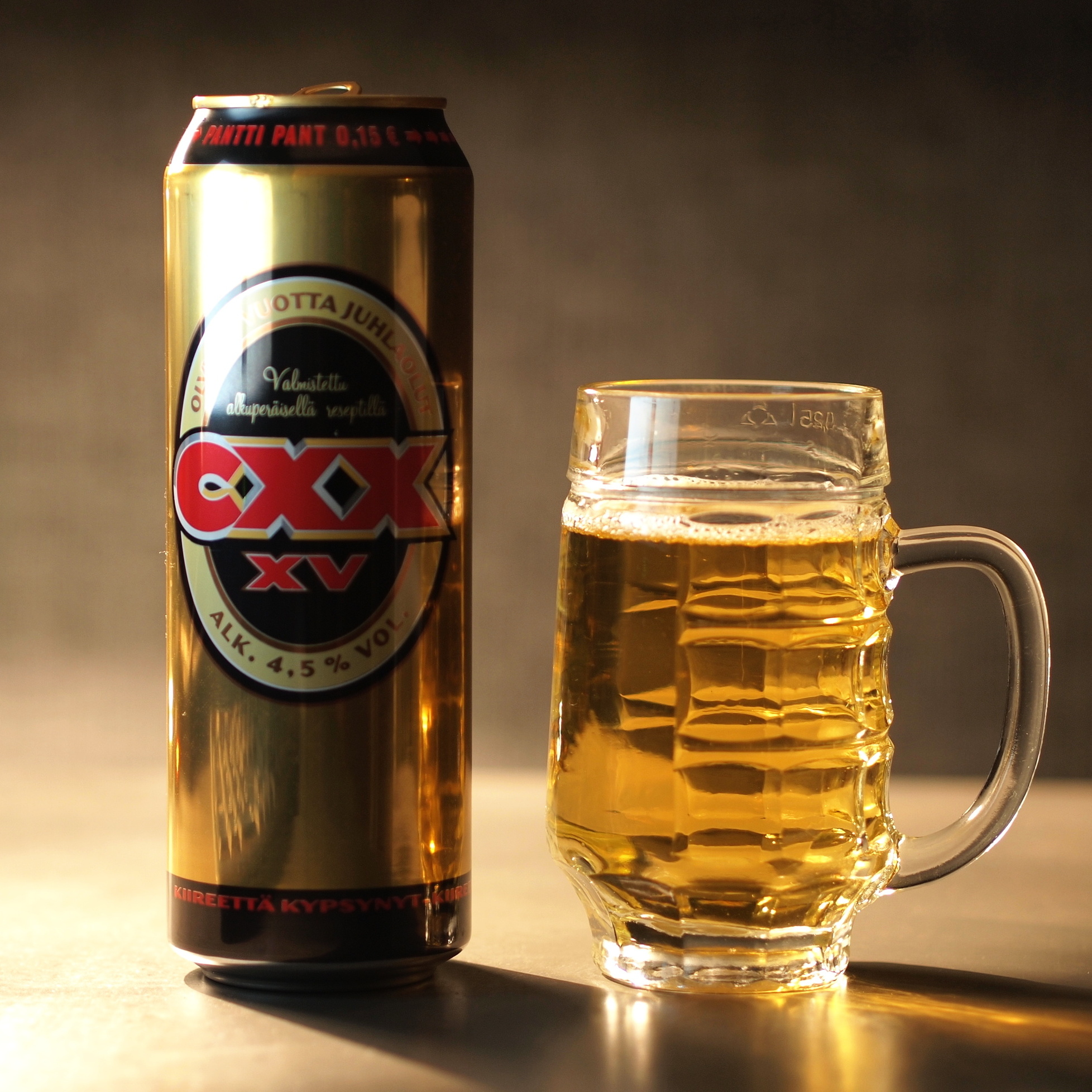
Olvi CXXXV

Olvi Oy är ett finländskt bryggeriföretag grundat 1878 i Idensalmi.
År 1906 inleddes tillverkning även av läskedrycker. Mellan 1991 och 1995 var saft- och syltproducenten Sonkari Oy dotterbolag. Företaget expanderade utomlands. År 1997 köptes ett stort bryggeri i Tartu, 1999 bryggerier i Lettland och Litauen och 2010 i Vitryssland. 
Företaget har cirka 1 000 anställda och är börsnoterad.

## Exempel på varumärken

### Öl
- Olvi
- Sandels

### Övriga alkoholdrycker
- Fizz cider
- Sherwood cider
- Olvi long drink

### Läskedrycker
- Olvi läskedrycker
- Kane's
- Olvi mineralvatten
- Teho energidryck